# Taiwanische Badmintonmeisterschaft 1988
Die Taiwanische Badmintonmeisterschaft der Saison 1987/1988 war die 33. Auflage der nationalen Titelkämpfe von Taiwan im Badminton. Die Meisterschaft fand bereits 1987 statt.

## Titelträger
| Disziplin    | Sieger                               |
| ------------ | ------------------------------------ |
| Herreneinzel | 陳功 (Chen Kung)                     |
| Dameneinzel  | Feng Mei-ying                        |
| Herrendoppel | Yang Shih-jeng 李仁淵 (Lee Jen-yuan) |
| Damendoppel  | Lin Hui-hsu Feng Mei-ying            |
| Mixed        | 陳功 (Chen Kung) Kang Chia-yi        |